# Pycnomerus inexpectus
Pycnomerus inexpectus is een keversoort uit de familie somberkevers (Zopheridae). De wetenschappelijke naam van de soort werd in 1859 gepubliceerd door Jaquelin du Val.